# Stoh (berg i Tjeckien)
Stoh är ett berg i Tjeckien.   Det ligger i regionen Hradec Králové, i den norra delen av landet, 110 km nordost om huvudstaden Prag. Toppen på Stoh är 1 313 meter över havet. Stoh ingår i Zlaté návrší.
Terrängen runt Stoh är huvudsakligen kuperad, men åt nordost är den bergig.Runt Stoh är det ganska tätbefolkat, med 83 invånare per kvadratkilometer. Närmaste större samhälle är Vrchlabí, 10,4 km söder om Stoh. I omgivningarna runt Stoh växer i huvudsak blandskog.